# 熊谷うどん

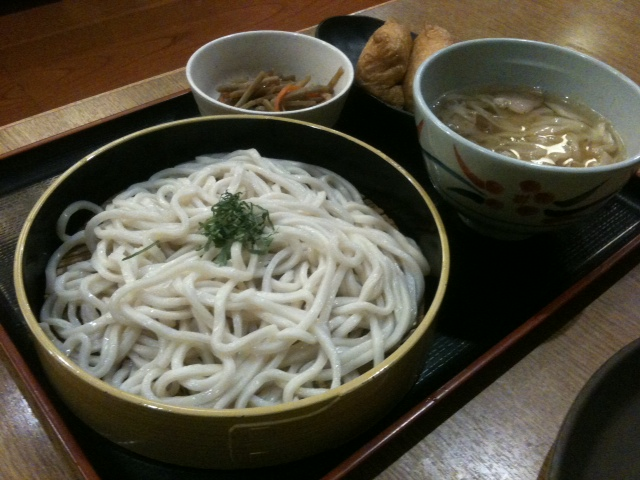
熊谷うどんの一例

熊谷うどん（くまがやうどん）は埼玉県熊谷市で町おこしの一環としてブランド化した武蔵野うどんの一つである。

## 概要
熊谷市は半世紀以上もの間、小麦の生産量が県内一であり、武蔵野うどんや冷汁うどんも以前より広まっている地域である。
これを町おこしに利用するため、熊谷独自のうどんブランドとしたものである。基本的には地産地消として熊谷産地粉（小麦）を使用したうどんとなっている。しかし、熊谷産小麦を100%使用する店舗もあれば一部店舗では外国産の小麦も混ぜて使用している場合もあり、また汁の要件も無いため各取扱店舗毎に味が異り、武蔵野うどんや冷汁うどんの一般的定義からかけ離れた創作うどんも存在する。
2008年の時点で19店舗程度が市から認定されており、熊谷産小麦として主に「農林61号」・「あやひかり」が生産されている。